# Heleioporus inornatus
Heleioporus inornatus – gatunek płaza bezogonowego z rodziny Limnodynastidae, występujący endemicznie w południowo-zachodniej Australii. Dorasta do 7 cm długości i zasiedla głównie kwaśne piaszczyste torfowiska. Rozród odbywa się na zimę w norze wykopanej przez samca, a jaja składane są w gnieździe pianowym, z którego następnie kijanki wymywane są przez zimowe opady deszczu. Gatunek najmniejszej troski (LC) w związku z m.in. szerokim zasięgiem występowania i dużymi rozmiarami populacji.

## Wygląd
Stosunkowo duży płaz – dorasta do 7 cm długości. Cechuje się krępym zaokrąglonym ciałem, krótkimi kończynami i dużymi wyłupiastymi oczami. Grzbiet ma kolor od fioletowoszarego po brązowy. Boki ciała mogą być pokryte słabo widocznymi szarymi lub żółtymi kropkami. Brzuch ma kolor jasnokremowy. Na wewnętrznej stronie kciuków samców występuje od jednego do trzech małych czarnych kolców wykorzystywanych do przytrzymywania samicy podczas ampleksusu.

## Zasięg występowania i siedlisko
Endemit – występuje wyłącznie w południowo-zachodniej Australii Zachodniej na płaskowyżu Darling Range – od miasta Perth na południe do okolic Nannup i na wschód do okolic miasta Denmark. Spotykany jest na wysokościach bezwzględnych 150–600 m n.p.m. Jest to gatunek aktywny nocą – spotkać go można głównie na położonych w obrębie lasów eukaliptusowych kwaśnych piaszczystych torfowiskach, gdzie dominującą roślinnością stanowią żółtaki. Żywi się bezkręgowcami.

## Rozmnażanie i rozwój
Do rozrodu dochodzi zimą w norach wykopanych przez samce znajdujących się często na brzegach zbiorników wodnych. Ampleksus odbywa się w norze, po czym samica składa pakiet 100–250 jaj w gnieździe pianowym w wilgotnej glebie na dnie nory. Zimowe opady deszczu zalewają nory, wymywając nowo wyklute kijanki do większych zbiorników wodnych, w których młode osobniki spędzają większość czasu na dnie w pobliżu roślinności. Do przeobrażenia dochodzi po 2–3 miesiącach (niekiedy później).

## Status
Gatunek najmniejszej troski (LC) w związku ze stosunkowo szerokim zasięgiem występowania, potencjalnie dużymi rozmiarami populacji oraz brakiem zagrożeń zmniejszających rozmiary populacji. Płaz ten opisywany jest jako lokalnie pospolity.